# Wahl des deutschen Bundespräsidenten 1974
- SPD: 470
- CDU/CSU: 501
- FDP: 65

Bei der Wahl zum deutschen Bundespräsidenten 1974 am 15. Mai 1974 wurde der geschäftsführende Bundeskanzler, Bundesaußenminister und F.D.P.-Vorsitzende Walter Scheel durch die 6. Bundesversammlung in der Bonner Beethovenhalle zum vierten Bundespräsidenten gewählt. Nachdem Willy Brandt am 8. Mai 1974 vom Amt des Bundeskanzlers zurückgetreten war, war Scheel zum Zeitpunkt seiner Wahl kommissarischer Regierungschef; Helmut Schmidt wurde erst einen Tag später zum Bundeskanzler gewählt.
Scheels Amtszeit als Bundespräsident begann erst am 1. Juli 1974 mit dem Ablauf der Amtszeit seines Vorgängers Gustav Heinemann am 30. Juni 1974. Dieser hatte auf eine zweite Amtszeit verzichtet. Über die Motive Scheels schrieb die NZZ seinerzeit: „Seine Absicht, Bundespräsident zu werden, wurde häufig und von ihm unwidersprochen mit seinem Gesundheitszustand in Verbindung gebracht.“ Die NZZ konstatierte Scheels „begreiflichen Wunsch nach Entlastung von dem Doppelamt des F.D.P.-Parteivorsitzenden.“
Scheel war von der SPD (470 Sitze in der Bundesversammlung) und der F.D.P. (65 Sitze) vorgeschlagen worden. Der Kandidat der CDU und CSU (501 Sitze), Richard von Weizsäcker, verlor, wurde aber 1984 zum Bundespräsidenten gewählt, nachdem die CDU sich schon 1979 mit Karl Carstens durchgesetzt hatte.
Ab 1974 fanden die Bundespräsidentenwahlen wieder in Bonn statt. Von 1954 bis 1969 hatte man sie in West-Berlin abgehalten, was die Sowjetunion und die DDR als rechtswidrige Provokation betrachteten: Das Staatsoberhaupt der Bundesrepublik Deutschland dürfe nicht in West-Berlin gewählt werden, das aufgrund seines Viermächtestatus kein Teil der Bundesrepublik sei. Seit der ersten Bundespräsidentenwahl 1994 nach der Wiedervereinigung tagt die Bundesversammlung wieder in Berlin.

## Bundesversammlung
Die Bundesversammlung wurde gemäß § 8 BPräsWahlG von dem Präsidenten des Bundestages, Annemarie Renger, geleitet.
Nach Art. 54 Abs. 5 GG ist gewählt, wer im ersten oder zweiten Wahlgang „die Stimmen der Mehrheit der Mitglieder der Bundesversammlung erhält“. 1974 waren hierzu 519 Stimmen notwendig. In dem weiteren 3. Wahlgang ist der Kandidat mit den meisten Stimmen gewählt. In der Bundesversammlung verfügte die CDU/CSU mit 501 über die meisten Sitze. Allerdings hatte die regierende Sozialliberale Koalition aus SPD und FDP eine deutliche Mehrheit, so dass die Wahl des damaligen FDP-Vorsitzenden Walter Scheel als sicher galt.
| Partei  | Partei | Mitglieder | Mitglieder | Mitglieder |
| Partei  | Partei | Bund       | Länder     | gesamt     |
| ------- | ------ | ---------- | ---------- | ---------- |
| CDU/CSU |        | 234        | 267        | 501        |
| SPD     |        | 242        | 228        | 470        |
| FDP     |        | 42         | 23         | 65         |
| Gesamt  | Gesamt | 518        | 518        | 1036       |

## Ergebnis
| Wahlgang                                               | Kandidat                 | Stimmenzahl | %      | Partei | Partei | Unterstützer |
| ------------------------------------------------------ | ------------------------ | ----------- | ------ | ------ | ------ | ------------ |
| 1. Wahlgang                                            | Walter Scheel            | 530         | 51,2 % |        | FDP    | SPD, FDP     |
| 1. Wahlgang                                            | Richard von Weizsäcker   | 498         | 48,1 % |        | CDU    | CDU/CSU      |
| 1. Wahlgang                                            | Enthaltungen             | 5           | 0,5 %  |        |        |              |
| 1. Wahlgang                                            | Nicht abgegebene Stimmen | 3           | 0,3 %  |        |        |              |
| Damit war Walter Scheel zum Bundespräsidenten gewählt. |                          |             |        |        |        |              |